# حاسوب صخر

شعار صخر في فترة الثمانينات من القرن العشرين.

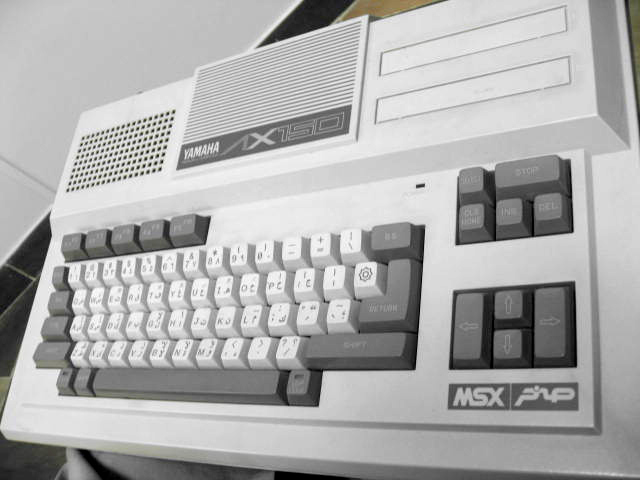
كمبيوتر صخر من نوع إم إس إكس ياماها أي أكس 120.

حاسوب صخر كان مشروعاً مشتركاً انطلق في عام 1982، وذلك لكسر الحاجز التقني بين الشعوب العربية وتقنية المعلومات بين شركتي «العالمية» الكويتية وياماها اليابانية، وقد نجح المشروع بشكل كبير، وتم بيع مئات الآلاف من الأجهزة، فقد بيع من جهاز AX-170 وحده أكثر من ثلاثمائة ألف جهاز بالإضافة إلى عشرات الآلاف من البرامج والتطبيقات سواء التي أنتجتها العالمية أو شركة برق للبرمجيات أو التي تنتجها شركة كونامي اليابانية وأشهرها كاسل فينيا.
بعد الغزو العراقي للكويت، قامت شركة العالمية بإعادة هيكلة أنشطتها وتم إيقاف برنامج إنتاج الأجهزة ليتم الاعتماد على الذراع البرمجي للمؤسسة والذي تم نقل مقره إلى القاهرة باسم صخر.
أدّى نجاح مشروع الحاسوب صخر لظهور العديد من المشاريع الشبيهة والتي كانت كلها تستخدم نظام التشغيل صخر وهي كالتالي:
1. في دولة الكويت شركة العالمية بجهاز (صخر)
2. في المملكة العربية السعودية شركة باوارث للإلكترونيات بجهازي (المثالي1) و(المثالي 2)
3. في الجمهورية العراقية المنشأة العامة للصناعات بجهاز الوركاء
4. في ليبيا المنشأة العامة للإلكترونيات بجهاز الفاتح

وبينما كانت سوريا والأردن ومصر على وشك إنتاج أجهزة تعمل بنفس النظام أعلنت شركة مايكروسوفت المالكة لحقوق نظام التشغيل MSX عن إيقاف تطويره وذلك في عام 1990.
بعض الأمثلة على ألعاب كمبيوتر صخر:
1. مغامرة البطريق
2. ابن سيناء
3. اختبر معلوماتك
4. الوطن العربي
5. اختبر ذكاءك
6. نافذة على العالم
7. الجدول الدوري